# Alberto Boscolo
Alberto Boscolo (Cagliari, 22 agosto 1920 – Roma, 1987) è stato un medievista italiano studioso in particolare della Sardegna medievale.
Laureatosi all'Università degli Studi di Cagliari,  diventò assistente nella facoltà di lettere. I suoi interessi furono subito indirizzati allo studio dei rapporti tra Sardegna e Spagna, e in particolare al periodo giudicale e quello aragonese: su queste tematiche, che continuerà ad approfondire per anni, diventerà una sorta di capo scuola.
Nel 1959 ottenne la cattedra di professore ordinario di storia medievale. Rettore dell'Università di Cagliari nel 1970, nel 1974 venne chiamato all'università degli Studi di Milano e poi alla Sapienza - Università di Roma. Nel 1981 fu  nominato vicepresidente del "Comitato per le ricerche storiche filologiche e filosofiche" (08) del CNR. Dal 1980 al 1986 diresse il periodico Nuova rivista storica.

## Opere principali

### Saggi
- La politica italiana di Ferdinando d'Aragona, 1954
- Medioevo Aragonese, 1958
- Le fonti della storia medievale, 1964
- I conti di Capraia, Pisa e la Sardegna, 1966
- Il feudalesimo in Sardegna, 1967
- Viaggiatori dell'Ottocento in Sardegna, 1973

### Articoli
- Lo sciopero del 1904 a Buggerru, in Movimento operaio, n.3, 1954